# تشارلز جيمس باركلي
تشارلز جيمس باركلي (بالإنجليزية: Charles James Barclay)‏ هو ضابط أمريكي، ولد في 8 سبتمبر 1843 في فيلادلفيا في الولايات المتحدة، وتوفي في القرن العشرين.